# Rah Ahan FC
El Rah Ahan Football Club (en persa راه آهن)) és un club de futbol iranià de la ciutat de Rey.

## Futbolistes destacats
- Gevorg Kasparov
- Hamlet Mkhitaryan
- Rahman Rezaei